# Maurstad Point
Der Maurstad Point (in Chile Punta Micalvi) ist eine Landspitze auf halber Strecke entlang der Westseite der Renaud-Insel im Archipel der Biscoe-Inseln vor der Westküste des westantarktischen Grahamlands. Er liegt 10,5 km nordnordwestlich des Speerschneider Point und bildet die südliche Begrenzung der Einfahrt zur Laxon Bay dar.
Die Landspitze ist erstmals auf einer argentinischen Landkarte aus dem Jahr 1957 verzeichnet. Das UK Antarctic Place-Names Committee benannte sie 1959 nach dem norwegischen Geographen Alf Maurstad (1901–unbekannt), Autor des 1935 veröffentlichten Atlas of Sea Ice. Namensgeber der chilenischen Benennung ist das Frachtschiff Micalvi.